# Katyusha (vũ khí)
Pháo phản lực Katyusha (tiếng Nga: Катюша), hay còn được gọi là pháo Cachiusa, là một loại bệ phóng đạn phản lực (rocket - hỏa tiễn) được thiết kế bởi Georgy Langemak chế tạo bởi Liên Xô trong Chiến tranh thế giới thứ hai. So sánh với các loại pháo truyền thống, Katyusha có khả năng oanh tạc một diện tích rộng trong thời gian rất ngắn với sức công phá cao, đổi lại là độ chính xác thấp và thời gian chờ nạp đạn lâu. Ngoài ra, dàn phóng hỏa tiễn hàng loạt này có ưu điểm là rẻ tiền, dễ sản xuất, gọn nhẹ và cơ động. Do vậy, nó chuyên được dùng để oanh tạc các mục tiêu trên diện rộng như đội hình hành quân của bộ binh, các trận địa pháo binh, dãy nhà cửa, công sự của đối phương.
Trong Thế chiến thứ 2, Katyusha được tiếp tục cải tiến, bao gồm các loại dàn hạng nhẹ BM-8. Sau chiến tranh, tiếp tục xuất hiện loại dàn phóng BM-14, BM-21 được xuất khẩu sang nhiều nước, ngoài ra còn có các dàn phóng hạng nặng tầm xa như BM-27, BM-30.

## Tóm lược

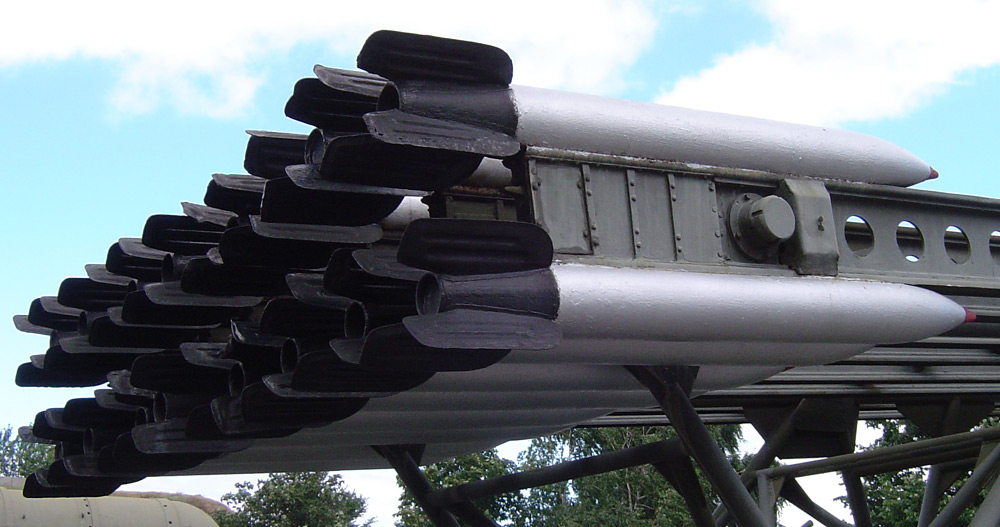
Cận cảnh đạn M-13 132mm lắp trên dàn pháo phản lực.

Pháo phản lực Katyusha là một loại pháo do Liên Xô chế tạo và sử dụng ngay từ đầu Chiến tranh thế giới lần thứ II. So sánh với các loại pháo khác, dàn phóng đa hỏa tiễn có khả năng bắn đi một lượng lớn đạn phản lực tới một mục tiêu trong thời gian ngắn. Mặc dù độ chính xác không cao và thời gian nạp đạn cũng khá lâu, chúng tương đối cơ động, không hề đắt và dễ sản xuất. Đây là loại pháo tự hành thường được lắp ráp trên xe tải. Sự cơ động này đã tạo cho Katyusha (và những loại pháo tự hành khác) một lợi thế riêng biệt: chúng có thể phóng đạn phản lực vào vị trí địch và rút lui trước khi phía địch phản pháo vào vị trí chúng triển khai trước đó.
Katyusha trong Thế chiến 2 bao gồm loại hạng vừa BM-13, hạng nhẹ BM-8 và hạng nặng BM-31. Ngày nay, biệt danh này còn được đặt cho các thế hệ dàn phóng mới hơn của Liên Xô - phải kể đến dàn phóng BM-21 rất phổ biến; và được sử dụng trên toàn thế giới. Vì tính cơ động đặc thù của dàn phóng đa hỏa tiễn này, nó rất được ưa chuộng để tấn công kiểu du kích, quấy nhiễu (Quân đội nhân dân Việt Nam, Hezbollah, Taliban...).
Hồng Quân chọn biệt danh này từ bài hát rất nổi tiếng của nhạc sĩ Mikhail Vasilevich Isakovsky trong thời chiến. Katyusha (Катюша) có nghĩa là "Ekaterina bé nhỏ"(người Nga thường thêm hậu tố chỉ nhỏ - diminutif - vào sau tên trong trường hợp gọi rất thân). Bài hát này nói về một cô gái mong chờ người yêu dấu đang đi xa để thực hiện nghĩa vụ trong quân đội. Quân đội Đức Quốc Xã đặt một biệt hiệu khác cho Katyusha là "Organ của Stalin" (nguyên văn tiếng Đức: Stalinorgel) sau khi vị cố tổng bí thư Liên Xô này ví giàn hỏa tiễn như những ống hơi của những chiếc đàn organ khổng lồ trong nhà thờ (đàn ống).
Cha đẻ của vũ khí Katyusha là Georgy Erikhovich Langemak đã bị xử bắn 3 năm trước chiến tranh. Ông sinh ra ở thị trấn Starobelsk thuộc vùng Luhansk, Ukraine với cha là người gốc Đức và mẹ ông sinh ra ở Thụy Sĩ. Sau khi lập gia đình với nhau, họ chuyển đến định cư tại Đế chế Nga và lấy quốc tịch Nga. Những công trình của Georgy Langemak sau đó đã hình thành cơ sở cho việc chế tạo ra loại tên lửa Katyusha. Năm 1937, kỹ sư Andrei Kostikov tố cáo với chính quyền rằng ông làm gián điệp cho quân Đức Quốc xã, qua năm 1938 thì Georgy Langemak bị xử bắn và Kostikov đã chiếm đoạt những kết quả nghiên cứu của người tiền nhiệm để rồi nhận danh hiệu "cha đẻ của tên lửa Katyusha". Đến thập niên 1980 điều tra cho thấy rằng Kostikov đã ngụy tạo những chứng cứ để tố cáo dẫn đến việc bắt giữ và xử bắn Georgy, và sau đó chiếm đoạt thành quả nghiên cứu của đồng nghiệp. Năm 1991, quyền tác giả của tên lửa Katyusha cuối cùng đã được trả lại cho Georgy Langemak và ông được truy tặng danh hiệu Anh hùng Lao động Liên Xô.

## Trong Chiến tranh thế giới thứ II

### Sự phát triển
Việc phát triển dàn phóng đạn phản lực Katyusha là sự đáp trả việc phát triển pháo cối Nebelwerfer sáu nòng của Đức Quốc xã trong năm 1936. Vào năm 1938, Viện nghiên cứu Phản lực Liên Xô, theo sự ủy quyền của Bộ Tổng tư lệnh Pháo binh, phát triển dàn phóng đa hỏa tiễn dùng cho máy bay RS-132 (RS - Реактивный Снаряд, tên lửa tấn công).

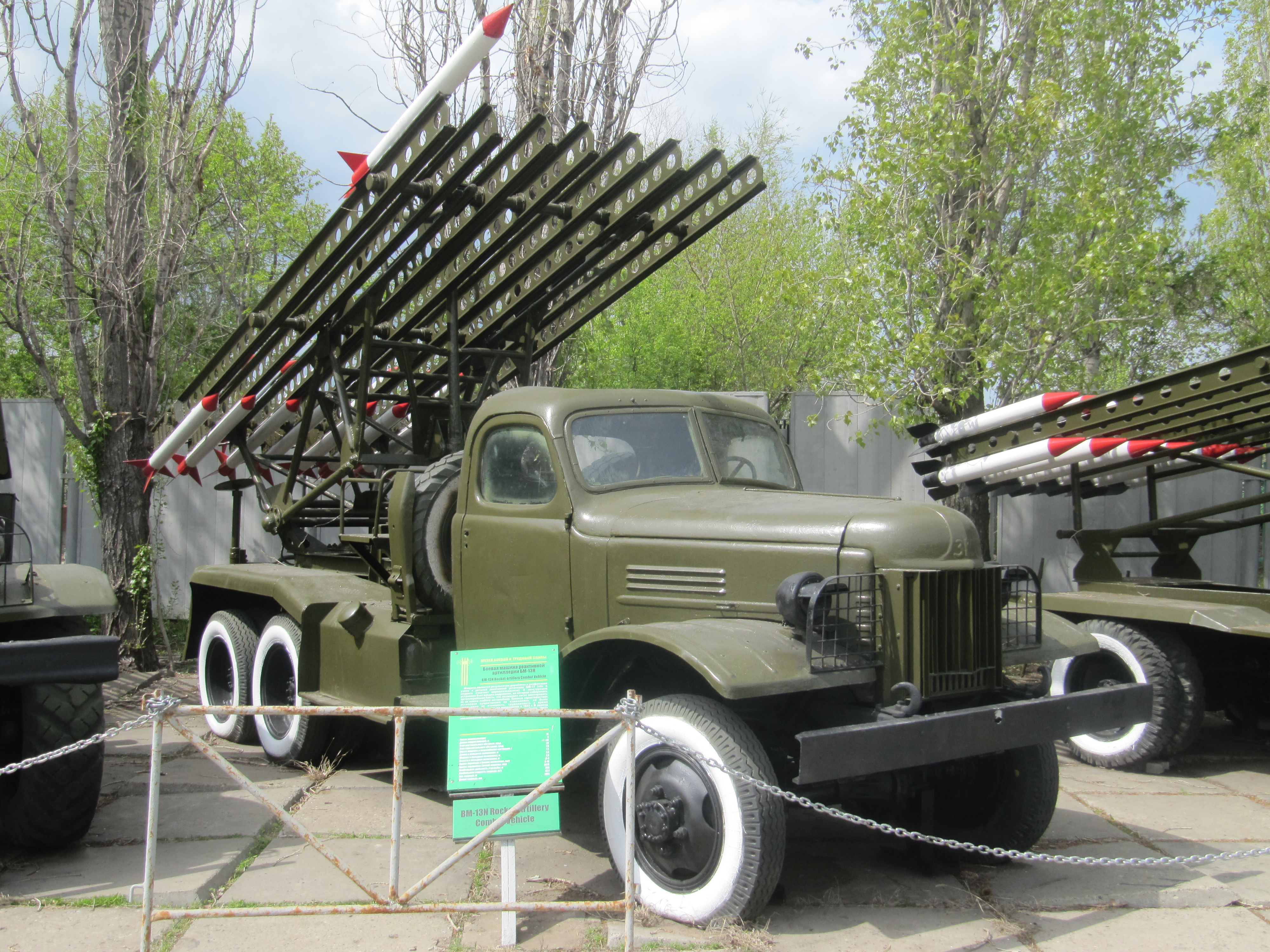
Katyusha tại thành phố Saratov.

Kỹ sư I. Gvay cho đội thiết kế bắn thử nghiệm đạn M-132 (132mm) trên dàn pháo đặt trên xe ZiS-5. Cuộc thử nghiệm thất bại, kỹ sư V.N. Galkovskiy đề nghị lắp những thanh phóng dọc trên giá đỡ. Tháng 8/1939, BM-13 ra đời (BM là cụm từ viết tắt của "Boyevaya Mashina" - thiết bị phóng). Các thử nghiệm được tiếp tục tới năm 1940, dàn phóng BM-13-16 được sản xuất.
Dàn phóng có thiết kế khá đơn giản, bao gồm một giá có gắn những thanh phóng bằng thép, là chỗ đặt đạn phản lực; với bộ khung gập để nâng thanh phóng lên vị trí thuận lợi để khai hỏa. Mỗi xe tải có từ 14 tới 48 bộ phóng. Đạn phản lực M-13 đường kính 132 mm của hệ thống BM-13 dài 180 cm và nặng 42 kg. Nó được phóng đi bằng hỗn hợp nitrat xenlulô đặc phụt ra từ trong lòng ống. Hỗn hợp này được đặt trong vỏ thép của quả đạn với 1 ống dẫn đơn giản ở cuối. Quả đạn được cố định bởi bộ gá thăng bằng hình chữ thập. Mỗi đoạn ngòi nổ đều chứa thuốc nổ mạnh, nặng 22 kg. Cự ly bắn khoảng 5,4 km (3,4 dặm). Sau đó đạn phản lực đường kính 82 mm M-8 và đường kính 300 mm M-30 cũng được phát triển.
Katyusha được giới thiệu lên các quan chức cấp cao nhất của Liên Xô ngay trước khi Chiến tranh Thế giới thứ hai bùng phát. Đó là một thiết bị phóng được gắn trên xe tải đơn giản, không gây ấn tượng lắm. Nhưng khi nó bắn đi một loạt đạn, tất cả họ đều kinh ngạc. Người đầu tiên phản ứng là Bộ trưởng Quốc phòng Semyon Timoshenko, ông thét với cấp dưới: "Tại sao anh không báo cáo gì với tôi về một thứ vũ khí như vậy?". Quyết định cuối cùng về việc đưa vào sản xuất Katyusha được đưa ra chỉ một ngày sau khi quân Đức bước qua biên giới Liên Xô vào 21/6/1941. Vài giờ trước chiến tranh, nhà lãnh đạo Liên Xô là Stalin đã chấp thuận việc sản xuất hàng loạt Katyusha. Mới chỉ có 40 dàn phóng được lắp ráp khi Phát xít Đức tấn công Liên Xô năm 1941.

### Tham chiến

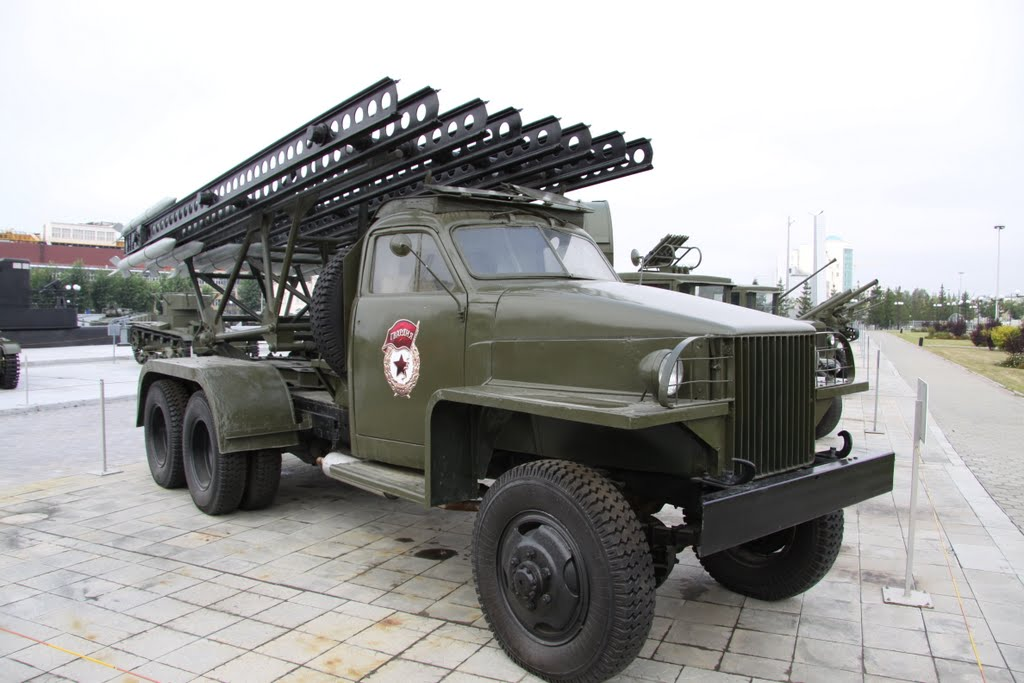
Katyusha BM-13N trên xe tải Lend-Lease Studebaker US6

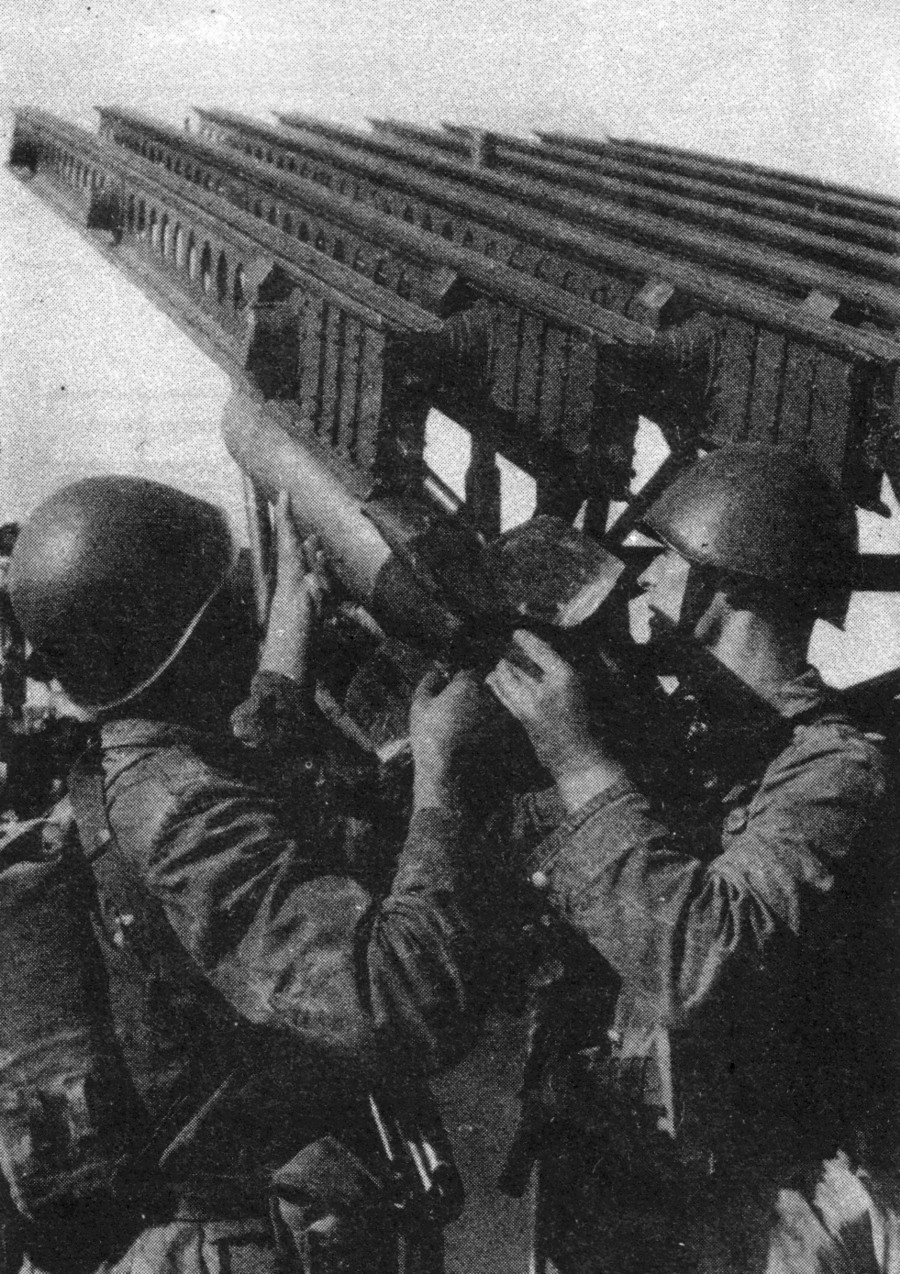
Nạp đạn cho BM-13 Katyusha.

Dàn phóng đa hỏa tiễn Katyusha trong Chiến tranh thế giới lần thứ II được lắp ráp trên rất nhiều loại phương tiện; bao gồm cả xe tải, xe kéo pháo, xe tăng, tàu hỏa bọc thép và cả tàu thủy như một vũ khí tấn công.
Sau thắng lợi trong những tháng đầu của cuộc chiến tranh, một lượng lớn pháo Katyusha được sản xuất và gồm nhiều loại. Pháo Katyusha có thể chế tạo được với các tổ hợp công nghiệp nhẹ và không hề đắt. Đến cuối năm 1942, quân đội Liên Xô có tổng cộng 3.237 dàn phóng loại này, và đến hết chiến tranh thì Liên Xô đã sản xuất khoảng 10.000 dàn phóng Katyusha.
Katyusha có độ chính xác thấp hơn pháo truyền thống, nhưng khá hiệu quả trong việc oanh tạc và đã làm cho lính Đức rất sợ hãi. Một đợt bắn BM-13, chỉ mất từ 7 tới 10 giây cho một đợt bắn, phóng đi tới 4,35 tấn thuốc nổ tới khu vực rộng tới 4 hecta, tương đương với hỏa lực của 70 khẩu pháo hạng nặng cùng bắn. Các khẩu đội Katyusha thường tập trung với số lượng lớn để gây sốc cho địch quân. Các dàn phóng Katyusha cũng được thiết kế gắn trên xe tải, sau khi phóng xong thì chiếc xe sẽ chạy nhanh ra nơi khác, vì vậy quân địch thường không thể xác định được vị trí của bệ phóng để phản công. Điểm bất lợi là thời gian nạp đạn cho bệ phóng Katyusha là khá lâu, trong khi pháo truyền thống có thể duy trì tần suất bắn liên tục.
Đơn vị tác chiến đầu tiên được trang bị 7 dàn phóng BM-13 dưới sự chỉ huy của đại uý Ivan Flerov, phóng lần đầu ngày 14/7/1941 ở Orsha, thuộc Belarus, cách Moskva 500 km về phía tây. Orsha là một trung tâm giao thông vừa bị quân Đức chiếm được. Có rất nhiều binh sĩ, đạn dược của Đức tập trung tại đây. Trong lần đầu tham chiến, những gì mà Katyusha thể hiện đã vượt mọi mong đợi. Hàng trăm viên hoả tiễn được phóng đi xa 8 km, đợt phóng diễn ra chỉ trong vòng 15 đến 20 giây. Do thời gian phóng quá nhanh, quân Đức còn chưa kịp hiểu chuyện gì xảy ra, chưa kịp báo động ẩn nấp thì tất cả khu căn cứ đã bị oanh tạc tan tành. Chỉ trong nửa phút, Orsha bị tàn phá nặng nề, hệt như bị 100 khẩu đại bác nã đạn cùng lúc, trong khi các bệ phóng rocket nhanh chóng rút đi khiến quân Đức không kịp phát hiện. Sau đó nhiều tháng, quân Đức vẫn không thể xác định được đây là loại vũ khí gì, và đành phải báo cáo lên cấp trên rằng quân đội Nga đang sở hữu loại "đạn lửa tự động khủng khiếp". Tư lệnh quân Đức, tướng Franz Halder sau này viết trong nhật ký về trận Orsha: "Người Nga đã sử dụng một loại vũ khí chưa từng được biết đến. Một cơn bão lửa đạn pháo đã đốt cháy nhà ga Orsha, toàn bộ binh sĩ và các phần cứng quân sự. Kim loại bị tan chảy và đất bị nung nóng".
Sức mạnh của Katyusha không chỉ ở khả năng sát thương lớn trong thời gian rất ngắn, mà nó còn gây ra sức ép tâm lý cực lớn với âm thanh rất ghê rợn của mình. Khi bay tới mục tiêu, hàng trăm quả rocket sẽ tạo nên những tiếng rít rất chói tai, khi lao xuống chúng sẽ tạo ra hàng trăm tiếng nổ khủng khiếp gần như cùng lúc ở khắp xung quanh mục tiêu. Điều này tạo hiệu ứng gây sốc tâm lý rất khủng khiếp cho bộ binh đối phương. Ông Ivan Dmitrievich Dunaev, người chỉ huy một đơn vị Kachiusa đã nói "Phải thú thật là sau loạt bắn đầu tiên tôi ướt hết cả quần vì sợ. Gần một tuần chúng tôi mới quen được với tiếng hú của đạn và tiếng rầm rầm như nuốt hết tất cả". Những binh sĩ Đức còn sống sót sau khi chịu đựng loạt đạn của "Kachiusa" hầu như không còn tinh thần để chiến đấu nữa vì bị sát thương, bị điếc hoặc bị sốc vì hoảng sợ. Một tù binh Đức nói sau khi bị Hồng quân bắt giữ vào năm 1941 nói rằng "Có nhiều tình huống con người ta sợ phát điên bởi hoả lực rocket của Liên Xô".
Tất cả các quả Katyusha đều được lắp thiết bị nổ để tổ lái tự huỷ vũ khí nếu như bị quân Đức áp sát, nhằm tránh bị kẻ địch chiếm được. Quân Đức nóng lòng tìm hiểu thông tin về thứ vũ khí mới của Hồng quân, nhưng suốt một thời gian dài, họ không có được gì trong tay. Cuối cùng quân Đức cũng chiếm được một dàn Katyusha, nhưng lại phát hiện ra rằng họ không thể sao chép chúng. Thứ mà quân Đức không thể phát triển là loại bột thuốc pháo đặc biệt được sử dụng trong các tên lửa Liên Xô. Nó cho phép tên lửa thực hiện một đường bay dài và ổn định, nhưng khi cháy hết thì không để lại dấu vết nên không thể phân tích thành phần được.